# اکبرآباد (زیدآباد)
اکبرآباد روستایی در دهستان زیدآباد بخش زیدآباد شهرستان سیرجان استان کرمان ایران است.

## جمعیت
بر پایه سرشماری عمومی نفوس و مسکن در سال ۱۳۹۵ جمعیت این مکان ۶۲۰ نفر (۱۸۶خانوار) بوده‌است.